# Mac's Convenience Stores
Mac's Convenience Stores ou simplement Mac's est une chaîne de commerce de détail de proximité. La bannière, exploitée par la société Alimentation Couche-Tard depuis 1999, opère partout au Canada sauf au Québec. La chaîne emploie environ 8 000 personnes travaillant dans 800 succursales.

## Histoire

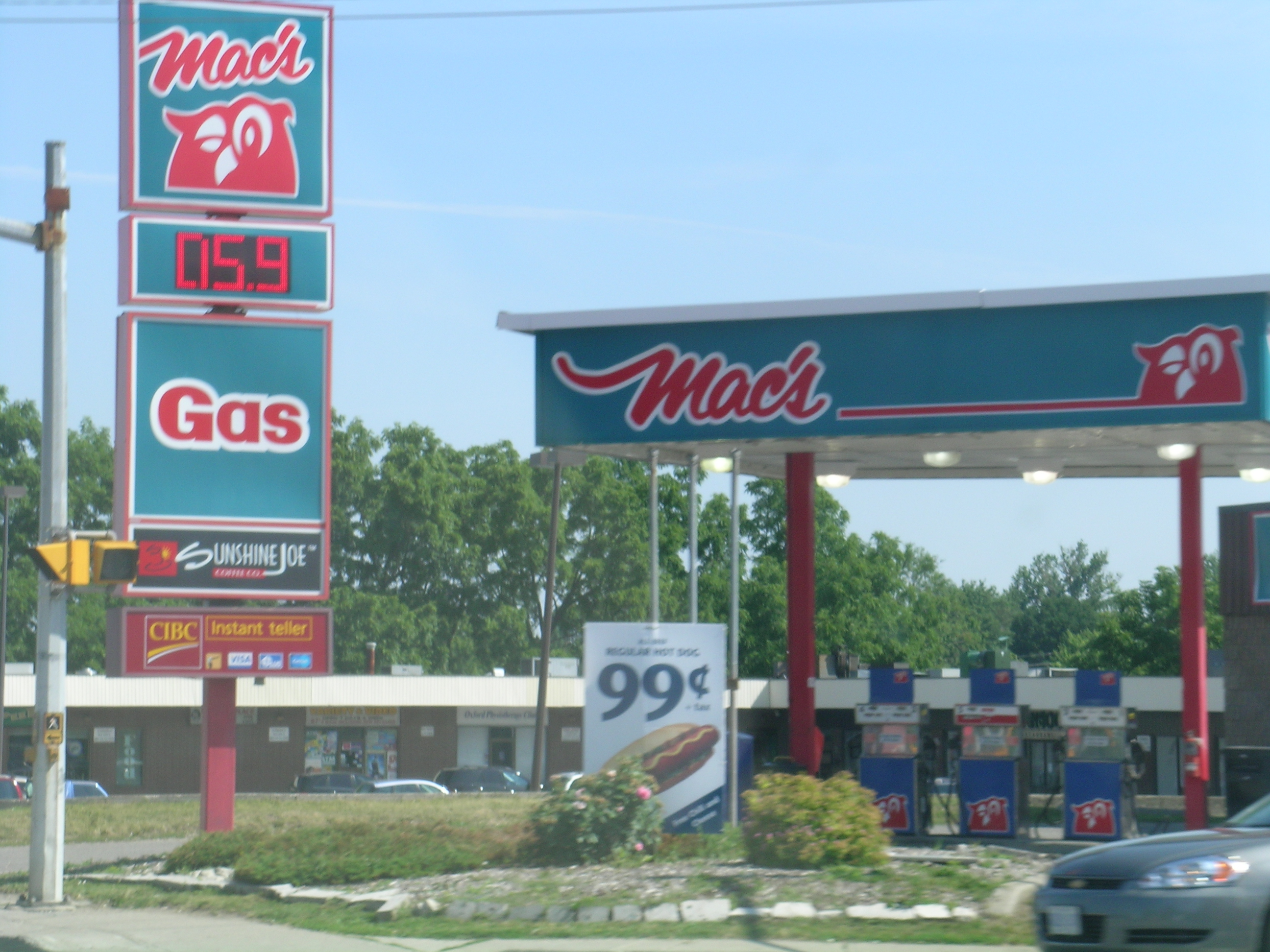
Un succursale Mac's en Ontario.

L'entreprise est fondée par Kenneth et Carl McGowen le 4 avril 1962 sous le nom de Mac's Milk Limited. Elle changera son nom pour Mac's Convenience Stores le 7 mai 1975. En 1971, elle acquiert 18 magasins opérant sous la bannière de Little Z. En 1974, elle achète 13 Mini-Mart à Vancouver.
En 1994, elle vend ses succursales québécoises à Couche-Tard. Cette même entreprise acquiert la totalité des actifs de Mac's en 1999. Le 23 septembre 2015, Couche-Tard annonce que tous les magasins de la bannière Mac's rejoindront la bannière Circle K à partir de mai 2017.